# Come & Get It
"Come & Get It" là một bài hát của nữ ca sĩ - diễn viên Mỹ Selena Gomez từ album phòng thu solo đầu tay của cô ấy, Stars Dance (2013).Bài hát được viết bởi Ester Dean, M.S. Eriksen, và T.E. Hermansen, được sản xuất bởi Stargate.

## Giải thưởng và đề cử
| Năm  | Giải thưởng                     | Đề mục                       | Dành cho      | Kết quả   |
| ---- | ------------------------------- | ---------------------------- | ------------- | --------- |
| 2013 | MTV Video Music Awards          | Best Pop Video               | Come & Get It | Đoạt giải |
| 2013 | MTV Video Music Awards          | Best Song Of The Summer      | Come & Get It | Đề cử     |
| 2013 | Teen Choice Awards              | Choice Single: Female Artist | Come & Get It | Đề cử     |
| 2013 | Teen Choice Awards              | Choice Break-Up Song         | Come & Get It | Đoạt giải |
| 2013 | World Music Awards              | World's Best Song            | Come & Get It | Đề cử     |
| 2013 | World Music Awards              | World's Best Music Video     | Come & Get It | Đề cử     |
| 2013 | Billboard Mid-Year Music Awards | Best Music Video             | Come & Get It | Đề cử     |
| 2013 | Vevo Certified Awards           | 100.000.000 Views            | Come & Get It | Đoạt giải |
| 2013 | YouTube Music Awards            | Video Of The Year            | Come & Get It | Đề cử     |
| 2014 | Radio Disney Music Awards       | Song Of The Year             | Come & Get It | Đoạt giải |

## Xếp hạng
| Bảng xếp hạng (2013)                       | Vị trí cao nhất |
| ------------------------------------------ | --------------- |
| Úc (ARIA)                                  | 46              |
| Áo (Ö3 Austria Top 40)                     | 53              |
| Bỉ (Ultratip Flanders)                     | 2               |
| Bỉ (Ultratop 50 Wallonia)                  | 15              |
| Brazil (Billboard Brasil Hot 100)          | 4               |
| Brazil Hot Pop Songs                       | 15              |
| Canada (Canadian Hot 100)                  | 6               |
| Cộng hòa Séc (Rádio Top 100)               | 22              |
| Đan Mạch (Tracklisten)                     | 34              |
| Finland (MixRadio)                         | 28              |
| Pháp (SNEP)                                | 34              |
| Đức (GfK)                                  | 58              |
| Hungary (Rádiós Top 40)                    | 40              |
| Ireland (IRMA)                             | 6               |
| Lebanon (Lebanese Top 20)                  | 9               |
| Mexican Airplay (Billboard)                | 13              |
| Mexico Ingles Airplay (Billboard)          | 1               |
| Hà Lan (Single Top 100)                    | 84              |
| New Zealand (Recorded Music NZ)            | 14              |
| Na Uy (VG-lista)                           | 16              |
| Russia (2M)                                | 12              |
| Scotland (OCC)                             | 8               |
| Slovakia (Rádio Top 100)                   | 37              |
| South Korea (Gaon International Chart)     | 37              |
| Tây Ban Nha (PROMUSICAE)                   | 40              |
| Thụy Sĩ (Schweizer Hitparade)              | 42              |
| Turkey (Turkish Singles Chart)             | 5               |
| Anh Quốc (OCC)                             | 8               |
| Hoa Kỳ Billboard Hot 100                   | 6               |
| Hoa Kỳ Adult Contemporary (Billboard)      | 27              |
| Hoa Kỳ Adult Pop Airplay (Billboard)       | 17              |
| Hoa Kỳ Dance Club Songs (Billboard)        | 1               |
| Hoa Kỳ Latin Pop Songs (Billboard)         | 29              |
| Hoa Kỳ Pop Airplay (Billboard)             | 2               |
| Hoa Kỳ Rhythmic (Billboard)                | 29              |
| Venezuela Pop/Rock General (Record Report) | 4               |

| Bảng xếp hạng (2013)      | Vị trí |
| ------------------------- | ------ |
| Canada (Canadian Hot 100) | 36     |
| US Billboard Hot 100      | 33     |

## Chứng nhận
| Quốc gia                                                                           | Chứng nhận  | Số đơn vị/doanh số chứng nhận |
| ---------------------------------------------------------------------------------- | ----------- | ----------------------------- |
| Úc (ARIA)                                                                          | Vàng        | 35.000^                       |
| Canada (Music Canada)                                                              | 2× Bạch kim | 0*                            |
| Đan Mạch (IFPI Đan Mạch)                                                           | Vàng        | 40,000                        |
| México (AMPROFON)                                                                  | Vàng        | 30.000*                       |
| New Zealand (RMNZ)                                                                 | Vàng        | 7.500*                        |
| Na Uy (IFPI)                                                                       | Bạch kim    | 10.000*                       |
| Hoa Kỳ (RIAA)                                                                      | 3× Bạch kim | 2,500,000                     |
| * Chứng nhận dựa theo doanh số tiêu thụ. ^ Chứng nhận dựa theo doanh số nhập hàng. |             |                               |

 Since ngày 9 tháng 5 năm 2013, RIAA certifications for digital singles include on-demand audio and/or video song streams in addition to downloads.